# Guru Ram Das
Guru Ram Das, född 24 september 1534, död 1 september 1581, var sikhernas fjärde ledare (guru). Han grundade den för deras religion, heliga staden Amritsar, där man kan skåda det Gyllene Templet.